# Manuel Valls
Manuel Carlos Valls Galfetti (Barcelona, 1962. augusztus 13. –) francia történész, szocialista politikus, az Ötödik Francia Köztársaság 21. miniszterelnöke. 

## Pályafutása
Édesapja, Xavier Valls katalán festőművész (1923–2006), édesanyja, Luisangela Galfetti svájci olasz színésznő, aki Ticino kantonból származik. Valls 17 évesen csatlakozott az Ifjú Szocialisták Mozgalmához, hogy támogathassa példaképét, a francia Szocialista Pártban (PS) a második baloldalt képviselő Michel Rocard-t François Mitterrand-nal szemben. Egyetemi évei alatt tagja volt a Francia Diákszakszervezetnek (Unef-ID), és Michel Rocard tanácsadója lett a diákságot érintő kérdésekben. 1982-ben kapta meg a francia állampolgárságot. 1986-ban szerzett diplomát történelem szakon az Université Paris 1 Panthéon-Sorbonne-on. 1985-ben kilépett az Emberi Jogok Francia Ligájából, mert a szervezet tiltakozott az ETA tagjainak Spanyolországba történő kitoloncolása ellen. 1983 és 1986 között Robert Chapuis Ardèche megye képviselője mellett volt parlamenti munkatárs.
24 évesen beválasztották  az Île-de-France regionális tanácsába, amelynek első elnökhelyettese lett 1998-ban. 1988-ban Argenteuil-ben a PS helyi elnökévé választották. Lionel Jospin kormánya idején (1997–2002) kormányzati szóvivő volt. 1989 és 1998 között Argenteuil helyettes polgármestere volt. Ezután a Párizshoz közeli Évry polgármestere 2001 márciusától 2012. június 18-ig. 2002-től Essonne megye 1. számú választókerületének nemzetgyűlési képviselője volt 2012. július 9-ig.
2007-ben Nicolas Sarkozy meghívta François Fillon kormányába a politikai nyitás jegyében, de Valls visszautasította az ajánlatot. 2012. május 16-tól belügyminiszter volt a szocialista Jean-Marc Ayrault kormányában. Belügyminiszterként népszerű lett, mivel a tabudöntögetőnek számító és tekintélyelvű személyiségéről ismert politikus keménykezűnek mutatkozott a terrorizmus és a migrációs válság jelenségeinek kezelésében. A 2014-es helyhatósági választásokon elért gyenge szocialista eredmény után 2014. március 31-én François Hollande az Ötödik Francia Köztársaság 21. miniszterelnökévé nevezte ki. Augusztus 25-én Valls bejelentette, hogy a gazdaságpolitikája elleni éles bírálatok miatt a kormánya lemond, ám az államfő újra őt kérte fel kormányfőnek. A következő nap megalakult az új kormány, melynek gazdasági minisztere a 36 éves Emmanuel Macron, Hollande köztársasági elnök korábbi gazdasági tanácsadója lett. Újdonság, hogy az oktatási tárcát most először vezette női miniszter Najat Vallaud-Belkacem személyében.
2016. december 5-én bejelentette, hogy elindul a 2017-es franciaországi elnökválasztáson és ezért benyújtja a lemondását, utódja Bernard Cazeneuve korábbi belügyminiszter lett. A PS által rendezett 2017 januári előválasztáson azonban meglepetésre csak a második helyen végzett Benoît Hamon volt oktatási miniszter mögött, így nem ő lett a párt elnökjelöltje. (Érdekesség, hogy a szocialista előválasztásokon megjelenő jobboldali szavazók a jobboldali elnökjelölttel szemben esélytelenebbnek gondolt szocialista jelöltre, Hamonra szavaztak és a baloldaliak is hasonló módon ejtették ki Nicolas Sarkozyt a jobboldali előválasztáson, majd azután a két nagy párt jelöltje egyaránt elmaradt Macron és Le Pen mögött az elnökválasztáson.) Az elnökválasztáson Macront támogatta. A 2017-es nemzetgyűlési választáson ugyan nem lett az En Marche, Macron új pártjának a jelöltje, de az sem állított vele szemben ellenjelöltet, és azután Évryben, ahol korábban polgármester volt, újraválasztották képviselőnek.
2017. június 27-én közölte, hogy kilép a meggyengült Szocialista Pártból.
2018 októberében bejelentette, hogy elindul a barcelonai polgármester-választáson.

## Írásai
- La Laïcité en face, 2005.
- Les Habits neufs de la gauche, 2006.
- Pour en finir avec le vieux socialisme … et être enfin de gauche, 2008.
- Pouvoir, 2010.
- Sécurité : la gauche peut tout changer, 2011.
- L’énergie du changement – Abécédaire optimiste, 2011.
- La Laïcité en France, 2013.

## Kapcsolódó szócikk
- Franciaország miniszterelnökeinek listája